# José Luis Gallego Picó
José Luis Gallego Pico (Madrid, Comunidad de Madrid, 1948 - 10 de agosto de 2024) es un político español. Fue alcalde de Móstoles entre el 29 de junio de 1993 y el 17 de junio de 1995, tras la renuncia de su antecesor en el cargo, José Baigorri, y concejal entre 1979 y 1995. En 1996 abandonó el PSOE. En 2014, ingresó en Podemos . Es analista de aplicaciones Informáticas y reside en Móstoles desde 1974. Está casado y tiene dos hijos.